# Rie Azami
Rie Azami (薊 理絵 Azami Rie?,  nacido el 11 de enero de 1989 en Tokio) es una futbolista japonesa que jugaba como defensa.
Azami jugó 2 veces para la selección femenina de fútbol de Japón entre 2013 y 2015.

## Trayectoria

### Clubes
| Club                     | País  | Año    |
| ------------------------ | ----- | ------ |
| Chifure AS Elfen Saitama | Japón | 2007 - |

### Selección nacional
| Selección | País  | Año         |
| --------- | ----- | ----------- |
| Absoluta  | Japón | 2013 - 2015 |

## Estadística de equipo nacional
| Selección femenina de fútbol de Japón | Selección femenina de fútbol de Japón | Selección femenina de fútbol de Japón |
| Año                                   | Partidos                              | Goles                                 |
| ------------------------------------- | ------------------------------------- | ------------------------------------- |
| 2013                                  | 1                                     | 0                                     |
| 2014                                  | 0                                     | 0                                     |
| 2015                                  | 1                                     | 0                                     |
| Total                                 | 2                                     | 0                                     |